# Fenin-Vilars-Saules
Fenin-Vilars-Saules (toponimo francese) è stato un comune svizzero nel distretto di Val-de-Ruz (Canton Neuchâtel).

## Geografia fisica
Il territorio di Fenin-Vilars-Saules si estendeva nella valle Val-de-Ruz formata dal fiume Le Seyon, a nord del lago di Neuchâtel.

## Storia
Il comune di Fenin-Vilars-Saules fu istituito nel 1875 con la fusione dei comuni soppressi di Fenin, Saules e Vilars e soppresso il 31 dicembre 2012, quando contava 845 abitanti: in seguito all'esito favorevole del referendum del 27 novembre 2011 il 1º gennaio 2013 è stato aggregato agli altri comuni soppressi di Boudevilliers, Cernier, Chézard-Saint-Martin, Coffrane, Dombresson, Engollon, Fontainemelon, Fontaines, Le Pâquier, Les Geneveys-sur-Coffrane, Les Hauts-Geneveys, Montmollin, Savagnier e Villiers per formare il nuovo comune di Val-de-Ruz.

## Società

### Evoluzione demografica
L'evoluzione demografica è riportata nella seguente tabella:
Abitanti censiti